# 异度神剑X
《异度神劍X》（香港和台湾又译作，中国大陆又译作）是一款由Monolith Soft開發，由任天堂於Wii U平台發行的日式動作角色扮演遊戲。异度神剑系列作品之一，为Wii游戏《異度神劍》的精神续作。2015年4月29日在日本发行，同年12月在欧美發行。
遊戲的復刻版《異度神劍X 終極版》則在任天堂Switch上推出，於2025年3月20日發售。

## 游戏角色

### 可控角色
- ???（自創角色）

種族：人類
声优：淺沼晉太郎、前田愛、内山昂輝、佐藤利奈、宮下榮治、小倉唯、立花慎之介、勝田詩織、柿原徹也、内田真禮、保志總一朗、上坂堇、浪川大輔、田中敦子、關俊彥、小清水亞美、小野坂昌也、白石涼子、田中秀幸、鈴木麻里子
- 艾爾瑪（Elma）

種族：人類  性別：女
声优：桑島法子
- 琳莉·柯（Lin Lee Koo）

種族：人類  性別：女
声优：伊瀨茉莉也
- 塔茲（Tatsu）

種族：  性別：男
声优：阪口大助
- 伊莉娜（Irina）

種族：人類  性別：女
声优：高森奈緒、松嶌杏實
- 范戴姆（Van Damme）

種族：人類  性別：男
声优：玄田哲章
- 那歧（Nagi）

種族：人類  性別：男
声优：菅生隆之
- 古因（Guin）

種族：人類  性別：男
声优：中村悠一
- 毛里斯（Maurice）

種族：人類  性別：男
声优：澤木郁也
- 魯（Ru）

種族：?  性別：男
声优：置鮎龍太郎
- 勞（Lao）

種族：人類  性別：男
声优：藤原啟治、星野貴紀
- 道格（Douglas）

種族：人類  性別：男
声优：小山力也

## 评价
| 汇总媒体   | 得分   |
| ---------- | ------ |
| Metacritic | 84/100 |

| 媒体           | 得分      |
| -------------- | --------- |
| Destructoid    | 9/10      |
| Eurogamer      | Essential |
| GameSpot       | 8/10      |
| IGN            | 8.2/10    |
| Nintendo Life  | [ 9 ]     |
| 任天堂世界报道 | 9.5/10    |
| Fami通         | 34/40     |

日本游戏杂志《FAMI通》给本作打出34分（满分40分），不及系列首作的36分。
《异度之刃X》在日本发售后首周实体游戏销量为85,586份，为该周游戏销量第三名；并带动当周Wii U主机的销量，使其成为日本地区当周主机销量冠军。